# Ligue européenne de rink hockey 2017-2018
Navigation
Ligue européenne 2016-2017 Ligue européenne 2018-2019
La Ligue européenne de rink hockey 2017-2018 aussi appelée Euroleague est la 53e édition de la plus importante compétition européenne de rink hockey entre équipes de club, et la 11e sous la dénomination Ligue européenne. La compétition se déroule du 4 novembre 2017 au 13 mai 2018.
Le Reus Deportiu est le champion sortant. Le FC Barcelone gagne son 22e titre de Champion d'Europe

## Participants
Les 16 participants à la compétition doivent être affiliés à l'une des fédérations suivantes : Allemagne, Espagne, France, Italie, Portugal, Suisse ou Angleterre. Le champion en titre ainsi que les champions nationaux sont automatiquement qualifiés. Les 9 équipes sont sélectionnées dans les 7 fédérations selon un système de points attribué à chaque fédération et calculé en fonction des résultats des clubs affiliés aux compétitions européennes (Ligue européenne+Coupe CERS) durant les 4 dernières années. 
- Le champion d'Angleterre, King's Lynn, a décliné l'invitation et sera remplacé par Follonica Hockey.

## Calendrier
Calendrier des compétitions : 
| Nom          | Tour             | Match aller      | Match retour     |
| ------------ | ---------------- | ---------------- | ---------------- |
| Poules       | Journée 1        | 4 novembre 2017  | 4 novembre 2017  |
| Poules       | Journée 2        | 25 novembre 2017 | 25 novembre 2017 |
| Poules       | Journée 3        | 9 décembre 2017  | 9 décembre 2017  |
| Poules       | Journée 4        | 13 janvier 2018  | 13 janvier 2018  |
| Poules       | Journée 5        | 17 février 2018  | 17 février 2018  |
| Poules       | Journée 6        | 10 mars 2018     | 10 mars 2018     |
| Phase finale | Quarts de finale | 25 mars 2018     | 7 avril 2018     |
| Phase finale | Demi-finale      | 12 mai 2018      | 12 mai 2018      |
| Phase finale | Finale           | 13 mai 2018      | 13 mai 2018      |

## Phase de poule
SL Benfica

 Sporting CP
Pour le tirage au sort les 16 équipes sont placées dans 5 pots :
- Pot 1 : Le tenant du titre, les champions du Portugal, d'Espagne et d'Italie.
- Pot 2 : Les 3 clubs portugais.
- Pot 3 : Les 3 clubs italiens.
- Pot 4 : Les 2 clubs espagnols.
- Pot 5 : Deux clubs français, un club allemand et un suisse.

le champion sortant est mis dans le Groupe A, le champion du Portugal dans le Groupe B, le champion d'Espagne dans le Groupe C et le champion d'Italie dans le Groupe D. Deux clubs d'un même pays ne peuvent se retrouver dans la même poule.
Dans chaque poule les équipes se rencontrent deux fois en match aller et retour. Le premier et le deuxième de chaque poule sont qualifiés pour les Quarts de finale.

### Groupe A
Le groupe A est composé des équipes du  Reus Deportiu, UD Oliveirense, Viareggio et ERG Iserlohn. Reus remporte ce groupe devant Oliveirense
| Rang | Équipe         | Pts | J | G | N | P | Bp | Bc | Diff |  | Résultats (dom.\ext.) |     |     |     |      |
| ---- | -------------- | --- | - | - | - | - | -- | -- | ---- |  | --------------------- | --- | --- | --- | ---- |
| 1    | Reus Deportiu  | 16  | 6 | 5 | 1 | 0 | 37 | 15 | +22  |  | Reus Deportiu         |     | 5-0 | 4-4 | 10-2 |
| 2    | UD Oliveirense | 10  | 6 | 3 | 1 | 2 | 33 | 19 | +14  |  | UD Oliveirense        | 3-9 |     | 9-3 | 6-1  |
| 3    | Viareggio      | 8   | 6 | 2 | 2 | 2 | 31 | 24 | +7   |  | Viareggio             | 2-4 | 4-4 |     | 15-2 |
| 4    | ERG Iserlohn   | 0   | 6 | 0 | 0 | 6 | 10 | 53 | -43  |  | ERG Iserlohn          | 4-8 | 0-9 | 1-3 |      |

(en) Source

### Groupe B
Le groupe B est composé des équipes de Follonica Hockey, LV La Roche-sur-Yon, FC Porto et CP Vic. Porto remporte ce groupe devant Follonica
| Rang | Équipe              | Pts | J | G | N | P | Bp | Bc | Diff |  | Résultats (dom.\ext.) |      |     |     |      |
| ---- | ------------------- | --- | - | - | - | - | -- | -- | ---- |  | --------------------- | ---- | --- | --- | ---- |
| 1    | FC Porto            | 16  | 6 | 5 | 1 | 0 | 50 | 17 | +33  |  | FC Porto              |      | 7-4 | 8-3 | 13-2 |
| 2    | Follonica Hockey    | 12  | 6 | 4 | 0 | 2 | 29 | 29 | 0    |  | Follonica Hockey      | 1-7  |     | 6-4 | 9-6  |
| 3    | LV La Roche-sur-Yon | 4   | 6 | 1 | 1 | 4 | 21 | 34 | -13  |  | LV La Roche-sur-Yon   | 3-11 | 5-8 |     | 1-1  |
| 4    | CP Vic              | 2   | 6 | 0 | 2 | 4 | 13 | 33 | -20  |  | CP Vic                | 4-4  | 0-1 | 0-5 |      |

(en) Source

### Groupe C
Le groupe C est composé des équipes de HC Forte dei Marmi, FC Barcelone, SL Benfica et Montreux HC. L'équipe de Barcelone remporte ce groupe devant Benfica.
| Rang | Équipe             | Pts | J | G | N | P | Bp | Bc | Diff |  | Résultats (dom.\ext.) |      |      |     |      |
| ---- | ------------------ | --- | - | - | - | - | -- | -- | ---- |  | --------------------- | ---- | ---- | --- | ---- |
| 1    | FC Barcelone       | 15  | 6 | 6 | 0 | 0 | 29 | 6  | +23  |  | FC Barcelone          |      | 2-0  | 2-0 | 3-0  |
| 2    | SL Benfica         | 10  | 6 | 3 | 1 | 2 | 36 | 21 | +15  |  | SL Benfica            | 4-8  |      | 6-4 | 14-2 |
| 3    | HC Forte dei Marmi | 7   | 6 | 2 | 1 | 3 | 23 | 16 | +7   |  | HC Forte dei Marmi    | 2-4  | 1-1  |     | 12-1 |
| 4    | Montreux HC        | 0   | 6 | 0 | 0 | 6 | 9  | 54 | -45  |  | Montreux HC           | 0-10 | 4-11 | 1-4 |      |

(en) Source

### Groupe D
Le groupe D est composé des équipes de Amatori Lodi, Sporting CP, HC Liceo et HC Quévert. Sporting CP remporte ce groupe devant le club de Liceo.
| Rang | Équipe       | Pts | J | G | N | P | Bp | Bc | Diff |  | Résultats (dom.\ext.) |     |     |     |     |
| ---- | ------------ | --- | - | - | - | - | -- | -- | ---- |  | --------------------- | --- | --- | --- | --- |
| 1    | Sporting CP  | 13  | 6 | 4 | 1 | 1 | 24 | 13 | +11  |  | Sporting CP           |     | 5-3 | 7-1 | 6-1 |
| 2    | HC Liceo     | 11  | 6 | 3 | 2 | 1 | 23 | 16 | +7   |  | HC Liceo              | 1-1 |     | 1-1 | 6-3 |
| 3    | Amatori Lodi | 8   | 6 | 2 | 2 | 2 | 19 | 24 | -5   |  | Amatori Lodi          | 7-4 | 4-7 |     | 3-3 |
| 4    | HC Quévert   | 1   | 6 | 0 | 1 | 5 | 11 | 24 | -13  |  | HC Quévert            | 0-1 | 3-5 | 2-3 |     |

(en) Source
Lors du déplacement des espagnols en France, le joueur français du club espagnol de Liceo, Carlo Di Benedetto, permet à lui-seul la victoire de son équipe face à Quévert. Il marque un quadruplé permettant de rapporter les trois points de la victoire.

## Phase finale

### Quarts de finale
Dans les Quarts de finale, les premiers de poules rencontrent un deuxième de poule, ce dernier reçoit au match aller. Les vainqueurs sont qualifiés pour la finale à quatre qui se déroule chez l'un des vainqueurs.
Match aller le 24 mars 2018, match retour le 7 avril 2018 :
| Équipe 1         | Score | Équipe 2      | Aller | Retour |
| ---------------- | ----- | ------------- | ----- | ------ |
| HC Liceo         | 6-8   | Reus Deportiu | 4-1   | 2-7    |
| SL Benfica       | 5-11  | FC Porto      | 3-2   | 2-9    |
| Follonica Hockey | 4-8   | FC Barcelone  | 3-3   | 1-5    |
| UD Oliveirense   | 4-6   | Sporting CP   | 2-3   | 2-3    |

### Final four
Club organisateur :  FC Porto
Lieu : Dragao Caixa à Porto
|  | Demi-finales  | Demi-finales |              |   | Finale | Finale |
|  | Demi-finales  | Demi-finales |              |   | Finale | Finale |
|  |               |              |              |   |        |        |
|  | 12 mai        | 12 mai       |              |   | 13 mai | 13 mai |
|  | 12 mai        | 12 mai       |              |   | 13 mai | 13 mai |
|  | Reus Deportiu | 2            |              |   | 13 mai | 13 mai |
|  | Reus Deportiu | 2            |              |   | 13 mai | 13 mai |
|  | FC Barcelone  | 4            |              |   | 13 mai | 13 mai |
|  | FC Barcelone  | 4            | FC Barcelone | 4 |        |        |
|  | 12 mai        |              | FC Barcelone | 4 |        |        |
|  |               | FC Porto     | 2            |   |        |        |
|  | FC Porto      | FC Porto     | 2            | 5 |        |        |
|  | FC Porto      |              |              | 5 |        |        |
|  | Sporting CP   | 2            |              |   |        |        |
|  | Sporting CP   | 2            |              |   |        |        |

- feuille de match de la finale